# Kratie Airport
Kratie Airport är en flygplats i Kambodja.   Den ligger i provinsen Kratie, i den centrala delen av landet, 160 km nordost om huvudstaden Phnom Penh. Kratie Airport ligger 28 meter över havet.
Terrängen runt Kratie Airport är platt. Runt Kratie Airport är det ganska tätbefolkat, med 67 invånare per kvadratkilometer. Närmaste större samhälle är Kratié, 3,9 km väster om Kratie Airport. Omgivningarna runt Kratie Airport är en mosaik av jordbruksmark och naturlig växtlighet.